# Foreign Affairs
| 전문가 평가                   | 전문가 평가 |
| 평가 점수                     | 평가 점수   |
| 출처                          | 점수        |
| ----------------------------- | ----------- |
| AllMusic                      | [ 1 ]       |
| Christgau's Record Guide      | B           |
| Classic Rock                  | 6/10        |
| Mojo                          | [ 4 ]       |
| Pitchfork                     | 7.8/10      |
| Q                             | [ 6 ]       |
| The Rolling Stone Album Guide | [ 7 ]       |
| Uncut                         | [ 8 ]       |

《Foreign Affairs》는 1977년 9월 13일, 어사일럼 레코드에서 발매된 미국의 싱어송라이터 톰 웨이츠의 다섯 번째 스튜디오 음반이다. 본즈 하우가 프로듀싱했으며, 벳 미들러가 웨이츠와 함께 〈I Never Talk to Strangers〉에서 듀엣으로 노래한 것이 특징이다.

## 커버 아트
웨이츠와 함께 커버에 찍힌 사진은 로스엔젤레스에 있는 트루바두르의 박스 오피스에서 일했던 마셸라 코크렐이라는 이름의 북미 원주민 여성이다. "그녀는... 여자친구는 아니었지만 그녀가 여자친구라고 생각했던 소녀였습니다."
"음반 커버를 위해 웨이츠는 많은 곡들을 물들인 필름 누아르 분위기를 전달하고 싶었습니다. 베테랑 할리우드 초상화가 조지 휴렐은 웨이츠를 홀로, 그리고 반지로 둘러싸인 오른손이 그의 가슴에 여권을 움켜쥔 그림자가 드리운 여성과 클러치를 함께 촬영하도록 고용되었습니다. 톰의 백커버 샷은 특히 훌륭해서, 그를 반은 마티네 우상, 반은 머리를 유발하는 사이코패스인 매끄러운 등뒤의 개똥구리로 캐스팅했습니다. 안쪽 소매는 그의 트로피카나 열쇠를 똑바로 움켜쥐고 있는 모습을 묘사했습니다."

## 곡 목록
모든 곡들은 특별한 언급이 없는 한 톰 웨이츠에 의해 작사/작곡하였다.
| #  | 제목                                            | 작사·작곡                                                           | 재생 시간 |
| -- | ----------------------------------------------- | ------------------------------------------------------------------- | --------- |
| 1. | 〈Cinny's Waltz (기악)〉                        |                                                                     | 2:17      |
| 2. | 〈Muriel〉                                      |                                                                     | 3:33      |
| 3. | 〈I Never Talk to Strangers〉                   |                                                                     | 3:38      |
| 4. | 〈Medley: Jack & Neal/California, Here I Come〉 | 〈California, Here I Come〉 by 조지프 메이어, 알 졸슨, 버디 드 실바 | 5:01      |
| 5. | 〈A Sight for Sore Eyes〉                       |                                                                     | 4:40      |

| #  | 제목               | 작사·작곡         | 재생 시간 |
| -- | ------------------ | ----------------- | --------- |
| 1. | 〈Potter's Field〉 | 웨이츠, 밥 알시바 | 8:40      |
| 2. | 〈Burma-Shave〉    |                   | 6:34      |
| 3. | 〈Barber Shop〉    |                   | 3:54      |
| 4. | 〈Foreign Affair〉 |                   | 3:46      |